# القابضة للتشييد والتعمير
الشركة القابضة للتشييد والتعمير هي شركة قابضة حكومية مصرية، تمتلكها وزارة قطاع الأعمال العام، وتخضع للقانون 203 لسنة 1991 وتعد من أكبر الشركات التي تعمل في مجال التشييد والبناء في مصر. مارست الشركة مسئولياتها منذ عام 1960 تحت عدة مسميات كإحدى شركات وزارة قطاع الأعمال العام، وقد بلغت جملة إيرادات نشاط الشركات التابعة للعام المالي 2012/2013 نحو 628.7 مليون جنيه حققت عنها فائضاً بلغ 416.958 مليون جنيه بنسبة 6.6% من إيرادات النشاط، كذلك تساهم الشركة وشركاتها التابعة في عدد من الشركات المشتركة.

## الشركات التابعة
تمتلك الشركة عدة شركات تابعة هي:
- النصر العامة للمقاولات - حسن علام
- المقاولات المصرية ـ مختار إبراهيم
- المساهمة المصرية للمقاولات - العبد [4]
- النصر للمباني والإنشاءات - ايجيكو
- مصر لأعمال الأسمنت المسلح [5]
- المعادي للتنمية والتعمير
- مصر الجديدة للإسكان والتعمير
- النصر للإسكان والتعمير
- العربية للتجارة الخارجية [6]
- المكتب العربي للتصميمات والاستشارات الهندسية
- السد العالي للمشروعات الكهربائية - هايديليكو

## شركات مشتركة
- الشمس للإسكان والتعمير 44.540%
- مصر للمشروعات الميكانيكية والكهربائية ـ كهروميكا 39.000%
- المصرية الألمانية للمنتجات الكهربائية ـ إيجيماك 24.960%
- شركة زهراء المعادي للاستثمار والتعمير 22.727%
- النصر للأعمال المدنية 19.330%
- مدينة نصر للإسكان والتعمير 15.190%
- شركة صندوق مصر للتمويل والإستثمار 12.500%
- المصرية لصناعة العازلات الكهربائية 12.000%
- النصر لصناعة المحولات والمنتجات الكهربائية ـ الماكو 7.772%
- التعمير للتمويل العقارى (الأولى) 5.503%
- صــــــــــان الحجـــر الزراعيـــة 4.960%
- المجموعة الوطنية لاستثمارات الأوقاف (المحمودية العامة للمقاولات سابقاً) 0.955%
- النوبارية للهندسة الزراعية 0.420%	[7]
- الشركة القومية لإدارة الأصول والاستثمار بنسبة 98%

قامت الشركات التابعة للشركة القابضة للتشييد والتعمير بتأسيس شركات تساهم فيها وهى :ـ
- شركــــة ريل مارك للتسويق العقارى (Real Mark)

ويساهم فيها كلاً من:
- - الشركة القومية لإدارة الأصول والاستثمار بنسبة 55%
  - شركة الشمس للاسكان والتعمير بنسبة 30%
  - شركة الأسكندرية للاستثمارات والتنمية العمرانية بنسبة 15%
- الشركة الإستشارية لإدارة مشروعات التشييد

ويساهم فيها كلاً من:
- - الشركة القومية لإدارة الأصول والاستثمار بنسبة 80%
  - النصر العامة للمقاولات - حسن علام بنسبة 5%
  - المقاولات المصرية ـ مختار إبراهيـم بنسبة 5%
  - النصر للمبانى والإنشاءات - ايجيكو بنسبة 5%
  - مصــر لأعمـال الأسـمنت المسلح بنسبة 2.5%
  - مصر للأعمال التكميلية والمقاولات المتخصصة 2.5% [8]

## وصلات خارجية
- الموقع الرسمي للشركة.